# شمع شیکاگو 4 (راکتور آزمایشی I )
شمع شیکاگو 4
(به انگلیسی: Experimental Breeder Reactor I)

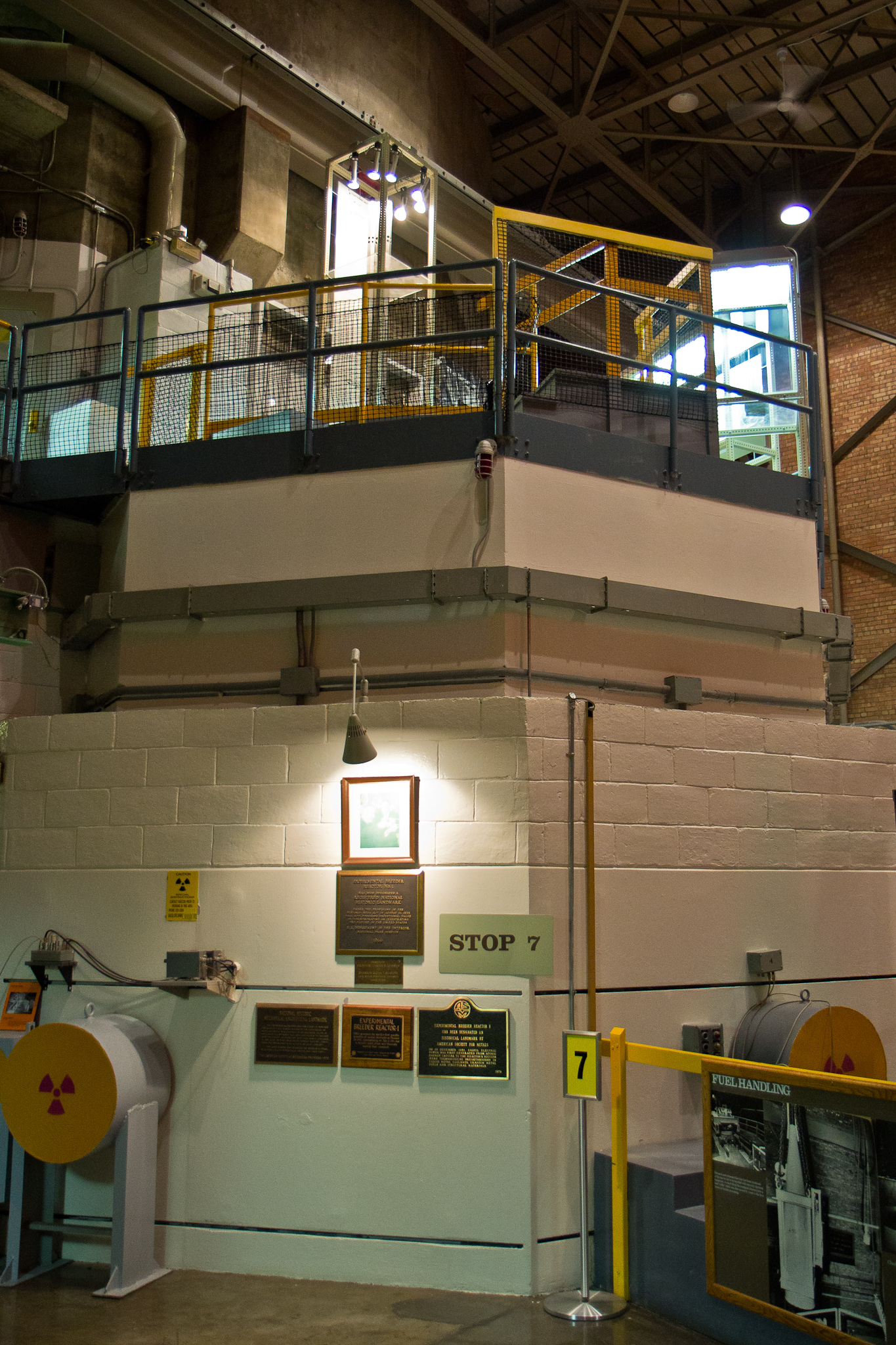
تصویری از EBR 1

یک راکتور تحقیقاتی غیرفعال شده و  تاریخی ایالات متحده واقع در بیابان آیداهو  در حدود 29 کیلومتری جنوب شرقی آرکو  است. شمع شیکاگو 4  اولین رآکتور تولیدکننده برق جهان بود. ساعت 1:50 بعد از ظهر در 20 دسامبر 1951 ، هنگامی که برق کافی برای روشن کردن چهار لامپ 200 واتی را تولید کرد ، به اولین نیروگاه های هسته ای تولید کننده برق در جهان تبدیل شد. متعاقباً EBR-I برق کافی برای تأمین انرژی ساختمان خود را تولید کرد و تا سال 1964  همچنان مورد استفاده قرار گرفت و در این سال از  رده خارج شد. امروز تبدیل به موزه شده است  این موزه از اواخر ماه مه تا اوایل سپتامبر برای بازدیدکنندگان باز است. 
EBR-I در سال 1964 توسط شرکت  آرگون  غیرفعال شد و با رآکتور جدیدی به نام Experimental Breeder Reactor II جایگزین شد.

## تاریخچه
این پروژه بخشی از ایستگاه ملی آزمایش رآکتور (که از سال 2005 آزمایشگاه ملی آیداهو) بود  ، ساخت EBR-I در اواخر سال 1949 آغاز شد. رآکتور توسط تیمی به رهبری والتر زین در آزمایشگاه ملی آرگون سایت آیداهو ، طراحی و ساخته شده است.  در مراحل اولیه خود ، از نیروگاه رآکتور با نام های شمع شیکاگو 4 (CP-4) و شمع  جهنمی زین یاد می شد. نصب رآکتور در EBR-I در اوایل سال 1951 انجام شد (اولین رآکتور در آیداهو) و در 24 آگوست 1951 کار تولید برق را آغاز کرد. در 20 دسامبر همان سال ، انرژی اتمی برای اولین بار در EBR-1 با موفقیت راه اندازی شد ، رآکتور توان کافی برای روشنایی کل ایستگاه را تولید می کرد. این نیروگاه از 1.4 گرم مگاوات گرمای تولید شده توسط رآکتور ، 200 کیلووات برق تولید می کرد.

## خارج شدن از سرویس
EBR-I در سال 1964  غیرفعال شد و با رآکتور جدیدی به نام Experimental Breeder Reactor II جایگزین شد. طی مراسم در سال 1965 در تاریخ 25 آگوست 1966 به رهبری رئیس جمهور لیندون جانسون و گلن تی سیبورگ به عنوان یک نماد تاریخ ملی اعلام شد. همچنین در سال 2004 به عنوان نقطه عطف صنعت هسته ای  اعلام شد.

## جستارها
شمع شیکاگو
شمع شیکاگو 3
شمع شیکاگو 5